# コリン・ヒーリー
コリン・ヒーリー（Colin Healy, 1980年3月14日 - ）は、アイルランド・コーク出身の元同国代表サッカー選手。現役時代のポジションはミッドフィールダー。

## 経歴
2002年の日韓W杯ではアイルランド代表監督ミック・マッカーシーとサイパン・キャンプで衝突し帰国したロイ・キーンの代役として招集されたが、FIFAによって追加招集が差し止められ、同大会でのプレーはならなかった。
2003年にセルティックFCからサンダーランドAFCに移籍し、主力選手としての活躍を見せるが、コヴェントリー・シティFCとの試合中にユセフ・サフリのタックルを受けて足首を複雑骨折。アイルランド代表では2003年に主力として頭角を現した矢先であった。
この怪我からの快復にヒーリーは丸2年を要し、結局サンダーランドではその後試合に出る機会を得られなかった。2006年1月に契約満了で退団。2006年3月にスコティッシュ・プレミアリーグのリヴィングストンFCに入団。2006年8月にフットボールリーグ・チャンピオンシップ（イングランド2部）のバーンズリーFCに加入。さらにフットボールリーグ1（イングランド3部）のブラッドフォード・シティAFCへ短期レンタルされた。
2006年10月に行われたスタジアム・オブ・ライトにおけるサンダーランドとバーンズリーの試合では途中から出場。彼の交替出場がコールされると観客はスタンディング・オベイションで彼を出迎えた。
2007年にアイルランド1部リーグのコーク・シティFCに移籍。
2009年7月、ロイ・キーンが監督を務めるイプスウィッチ・タウンFC（イングランド2部）に移籍。
2012年、コーク・シティFCに復帰。2017年4月18日に現役を引退した。

## 所属クラブ
- セルティックFC 1998-2003

→  コヴェントリー・シティFC 2002-2003(loan)
- サンダーランドAFC 2003-2006
- リヴィングストンFC 2006
- バーンズリーFC 2006-2007

→  ブラッドフォード・シティAFC 2006(loan)
- コーク・シティFC 2007-2009
- イプスウィッチ・タウンFC 2009-2011

→  フォルカークFC 2010(loan)
- コーク・シティFC 2012-2017